# Komisja Lando
Komisja Lando (Commission on European Contract Law – Ole Lando Commission) – komisja zajmująca się europejskim prawem kontraktów. Jej nazwa pochodzi od nazwiska Ole Lando, który był jej przewodniczącym. Działalność komisji przypada na lata 1982–2003. Komisja przez 12 lat była finansowana ze środków budżetu Komisji Europejskiej. Komisja jest autorem Zasad Europejskiego Prawa Kontraktów (Principles of European Contract Law). Pierwsza część PECL została opublikowana w 1995 r., druga w 1999 r., trzecia część w roku 2003. Ustanowione zasady mogą w przyszłości stanowić część Europejskiego Kodeksu Cywilnego.

## Członkowie Komisji Lando
Komisja Lando jest pozarządowym organem składającym się w większości z przedstawicieli doktryn państw wchodzących w skład Wspólnoty Europejskiej. Tacy członkowie zapewnić mieli najwyższy poziom prac komisji. Członkowie komisji nie byli przedstawicielami swoich państw. Konsekwencją tego był ich brak związania instrukcjami swoich rządów. Przedmiotem badawczym komisji były systemy prawne państw członkowskich.
- Prof. Dr. Christian von Bar – Institut für internationales Privatrecht und Rechtsvergleichung, Universität Osnabrück (D)
- Prof. Hugh Beale – School of Law, University of Warwick (ENG. – GB)
- Prof. Joachim Bonell – UNIDROIT Roma (I)
- Prof. Michael G. Bridge – Dept. of Law, University of Nottingham (ENG – GB)
- Prof. Carlo Castronovo – Università cattolica del S Cuore MILANO (I)
- Prof. Mme. de Magalhaes Collaço – Faculdade de Direito, Universidade Lisboa (P)
- Prof. Dr. Ulrich Drobnig – Max-Planck-Institut für internationales und ausländisches Privatrecht Hamburg (D)
- Marc Elvinger – Luxembourg (L)
- Prof. Arthur S. Hartkamp – Hoge Raad der Nederlanden (NL)
- Prof. Ewoud H. Hondius – Molengraaff Instituut voor Privaatrecht, Rijksuniversiteit Utrecht (NL)
- Prof. G. Horsmans – Faculté de droit, Université catholique de Louvain (WL – B)
- Prof. Konstantinos D. Kerameus – Ethniko kai Kapodistriako Panepistimio Athinon (GR)
- Prof. Hector L. MacQueen – Department of Private Law, University of Edinburgh (SC – GB)
- Prof. Brian Mc Mahon – Galway University (EIRE)
- Prof. Willibald Posch – Institut für bürgerliches Recht, Karl-Franzens-Universität Graz (A)
- Prof. Jan Ramberg – Juridicum Stockholm Universitet (S)
- Prof. Georges Rouhette – Université d’Auvergne Clermont-Ferrand (F)
- Prof. Pablo Salvador Coderch – Univers. Pompeu Fabra Barcelona (CAT- ESP)
- Prof. Matthias E. Storme – Katholieke Universiteit Leuven & Universiteit Antwerpen (VL- B)
- Prof. Denis Tallon – Institut de droit comparé Université de Paris (F)
- Prof. Thomas Wilhelmsson – Department of private law, University of Helsinki (SF)
- Prof. Reinhard Zimmermann – Juristische Fakultät, Universität Regensburg (D)
- Prof. Ole Lando – Legal Department, Handelshøjskolen i København (DK)

## Zasady Europejskiego Prawa Umów
Zasady Europejskiego Prawa Umów stanowią podstawowe zasady prawa kontraktowego, czyli zasady dotyczące prawa zobowiązań, które jest podobne w większości systemów prawnych państw członkowskich.
Celami stworzonych zasad są przede wszystkim:
1. Harmonizacja prawa w celu wyeliminowania różnic utrudniających handel transgraniczny;
2. Przedstawienie wspólnego rdzenia prawa kontraktowego w Europie, ale także wybranie najlepszych spośród rozbieżnych rozwiązań krajowych czy zawartych w aktach prawa międzynarodowego;
3. Wytworzenie źródła inspiracji dla legislatorów z państw środkowoeuropejskich, stojących przed koniecznością przebudowy krajowych systemów prawnych po odrzuceniu ustroju komunistycznego;
4. Zbudowanie mostu pomiędzy dwiema silnie różniącymi się rodzinami systemów prawnych: prawem cywilnym i common law;
5. Stworzenie podstaw dla przyszłej legislacji unijnej, a także, ewentualnie, europejskiego kodeksu prawa umów;
6. Stworzenie zestawu neutralnych (niezwiązanych z żadnym państwem) reguł, którym można poddać stosunek umowny pomiędzy podmiotami z różnych krajów;
7. Sformułowanie dla potrzeb sądownictwa polubownego ogólnych zasad prawa, którym niekiedy strony poddają zawierane przez siebie kontrakty międzynarodowe;
8. Stworzenie dodatkowej podstawy dla uzasadniania rozstrzygnięć przez organy jurysdykcyjne w kwestiach, które nie są uregulowane przez prawo mające zastosowanie do danej umowy.

## Kontynuacja prac Komisji Lando
Kontynuacją prac Komisji Lando zajmuje się Grupa Studyjna do Prac Europejskiego Kodeksu Cywilnego (Study group on a European Civil Code), która została utworzona w roku 1998.